# 245 (バンド)
245（によんご）は、globeのマーク・パンサーを中心とした3人組バンド。CDはエイベックス内のレーベルcutting edgeから発売。バンド活動以外にもglobeへの楽曲提供を行っている。

## メンバー
- MARC（MC）
- CHAMI（ギター）
- DANIEL（DJ） - MARCと古くからの幼馴染であり、現在はイビサ島在住。

## ディスコグラフィー

### アルバム
- Experience（2004年3月17日、cutting edge）
- Tainted Love（2007年2月28日、cutting edge）

また、globeのアルバム『maniac』のDisc2には「cosmic dream (Short Edit)」、「1000Lights (French Version)」が収録されている。